# Trou du Nord (ort)
Trou du Nord är en ort i Haiti.   Den ligger i departementet Nord-Est, i den nordöstra delen av landet, 120 km norr om huvudstaden Port-au-Prince. Trou du Nord ligger 39 meter över havet och antalet invånare är 10 569.
Terrängen runt Trou du Nord är kuperad söderut, men norrut är den platt. Runt Trou du Nord är det ganska tätbefolkat, med 155 invånare per kvadratkilometer. Närmaste större samhälle är Sainte-Suzanne, 7,4 km sydväst om Trou du Nord. Omgivningarna runt Trou du Nord är en mosaik av jordbruksmark och naturlig växtlighet.